# Sportovní gymnastika na Letních olympijských hrách 1984
Sportovní gymnastika na Letních olympijských hrách 1984 zahrnovala soutěže mužů a žen na jednotlivých nářadích a víceboje jednotlivců resp. jednotlivkyň a družstev. Všechny disciplíny proběhly v hale Pauley Pavilion v Los Angeles v Kalifornii.

## Medailisté

### Muži
| Soutěž                | Zlato | Stříbro                                                                           | Bronz |
| --------------------- | --- | --------------------------------------------------------------------------------- | --- |
| Víceboj – družstva    | Spojené státy americké (USA) · Bart Conner · Timothy Daggett · Mitchell Gaylord · James Hartung · Scott Johnson · Peter Vidmar | Čína (CHN) · Li Ning · Li Xiaoping · Li Yuejiu · Lou Yun · Tong Fei · Xu Zhiqiang | Japonsko (JPN) · Kódži Gušiken · Noritoshi Hirata · Nobuyuki Kajitani · Shinji Morisue · Koji Sotomura · Kyoji Yamawaki |
| Víceboj – jednotlivci | Kódži Gušiken · Japonsko (JPN)                                                                                                 | Peter Vidmar · Spojené státy americké (USA)                                       | Li Ning · Čína (CHN) |
| Prostná               | Li Ning · Čína (CHN) | Lou Yun · Čína (CHN)                                                              | Koji Sotomura · Japonsko (JPN)                                                                                          |
| Prostná               | Li Ning · Čína (CHN) | Lou Yun · Čína (CHN)                                                              | Philippe Vatuone · Francie (FRA)                                                                                        |
| Kůň našíř             | Li Ning · Čína (CHN) | nebyla udělena                                                                    | Timothy Daggett · Spojené státy americké (USA)                                                                          |
| Kůň našíř             | Peter Vidmar · Spojené státy americké (USA)                                                                                    | nebyla udělena                                                                    | Timothy Daggett · Spojené státy americké (USA)                                                                          |
| Kruhy                 | Kódži Gušiken · Japonsko (JPN)                                                                                                 | nebyla udělena                                                                    | Mitchell Gaylord · Spojené státy americké (USA)                                                                         |
| Kruhy                 | Li Ning · Čína (CHN) | nebyla udělena                                                                    | Mitchell Gaylord · Spojené státy americké (USA)                                                                         |
| Přeskok               | Lou Yun · Čína (CHN) | Mitchell Gaylord · Spojené státy americké (USA)                                   | nebyla udělena |
| Přeskok               | Lou Yun · Čína (CHN) | Kódži Gušiken · Japonsko (JPN)                                                    | nebyla udělena |
| Přeskok               | Lou Yun · Čína (CHN) | Shinji Morisue · Japonsko (JPN)                                                   | nebyla udělena |
| Přeskok               | Lou Yun · Čína (CHN) | Li Ning · Čína (CHN)                                                              | nebyla udělena |
| Bradla                | Bart Conner · Spojené státy americké (USA)                                                                                     | Nobuyuki Kajitani · Japonsko (JPN)                                                | Mitchell Gaylord · Spojené státy americké (USA)                                                                         |
| Hrazda                | Shinji Morisue · Japonsko (JPN)                                                                                                | Tong Fei · Čína (CHN)                                                             | Kódži Gušiken · Japonsko (JPN)                                                                                          |

### Ženy
| Soutěž                | Zlato | Stříbro | Bronz                                                                                   |
| --------------------- | --- | --- | --------------------------------------------------------------------------------------- |
| Víceboj – družstva    | Rumunsko (ROU) · Lavinia Agache · Laura Cutina · Cristina Elena Grigoraş · Simona Păucăová · Ecaterina Szabóová · Mihaela Stănuleţ | Spojené státy americké (USA) · Pamela Bileck · Michelle Dusserre · Kathy Johnson · Julianne McNamara · Mary Lou Rettonová · Tracee Talavera | Čína (CHN) · Chen Yongyan · Huang Qun · Ma Yanhong · Wu Jiani · Zhou Ping · Zhou Qiurui |
| Víceboj – jednotlivci | Mary Lou Rettonová · Spojené státy americké (USA)                                                                                  | Ecaterina Szabóová · Rumunsko (ROU) | Simona Păucă · Rumunsko (ROU)                                                           |
| Přeskok               | Ecaterina Szabóová · Rumunsko (ROU)                                                                                                | Mary Lou Rettonová · Spojené státy americké (USA)                                                                                           | Lavinia Agache · Rumunsko (ROU)                                                         |
| Bradla                | Ma Yanhong · Čína (CHN) | nebyla udělena | Mary Lou Rettonová · Spojené státy americké (USA)                                       |
| Bradla                | Julianne McNamara · Spojené státy americké (USA)                                                                                   | nebyla udělena | Mary Lou Rettonová · Spojené státy americké (USA)                                       |
| Kladina               | Simona Păucăová · Rumunsko (ROU)                                                                                                   | nebyla udělena | Kathy Johnson · Spojené státy americké (USA)                                            |
| Kladina               | Ecaterina Szabóová · Rumunsko (ROU)                                                                                                | nebyla udělena | Kathy Johnson · Spojené státy americké (USA)                                            |
| Prostná               | Ecaterina Szabóová · Rumunsko (ROU)                                                                                                | Julianne McNamara · Spojené státy americké (USA)                                                                                            | Mary Lou Rettonová · Spojené státy americké (USA)                                       |

## Přehled medailí
| Pořadí | Země                         | Zlato | Stříbro | Bronz | Celkově |
| ------ | ---------------------------- | ----- | ------- | ----- | ------- |
| 1.     | Spojené státy americké (USA) | 5     | 5       | 6     | 16      |
| 2.     | Čína (CHN)                   | 5     | 4       | 2     | 11      |
| 3.     | Rumunsko (ROU)               | 5     | 1       | 2     | 8       |
| 4.     | Japonsko (JPN)               | 3     | 3       | 3     | 9       |
| 6.     | Francie (FRA)                | 0     | 0       | 1     | 1       |
| 6.     | Celkem                       | 18    | 13      | 14    | 45      |